# Francesco del Giocondo
 (mai 2016).
Si vous disposez d'ouvrages ou d'articles de référence ou si vous connaissez des sites web de qualité traitant du thème abordé ici, merci de compléter l'article en donnant les références utiles à sa vérifiabilité et en les liant à la section « Notes et références ».
Francesco di Bartolomeo di Zanobi del Giocondo, dit également Francesco di Bartolomeo del Giocondo ou plus simplement Francesco del Giocondo (né en 1465 à Florence et mort en 1538 dans la même ville) est un membre de la famille Del Giocondo (it),  marchand d'étoffes et personnalité politique florentine, qui fut l'époux de Lisa Gherardini, dont Léonard de Vinci fit le portrait titré La Joconde. 